# Галицьке озеро
Га́лицьке озеро (рос. Галичское озеро) — найбільше озеро Костромської області Росії.

## Гідрографія
Площа 75,4 км². Витягнуто із заходу на схід. Довжина озера — 17 км, найбільша ширина — 6,4 км, глибина до 3,5 метра. Береги плоскі, заболочені. Дно мулисте, в озері великі запаси сапропелю. Покривається льодом в кінці жовтня — початку листопада, скресає в квітні.
Рівень води в озері — 101 м над рівнем моря. Галицьке озеро живиться в основному ґрунтовими водами. Зі східного боку в нього впадають кілька річок, найбільші — Челсма і Середня, витікає Вьокса.
На південному березі озера розташоване місто Галич.

## Палеогеографія
Улоговина озера утворилася понад 125 тисяч років тому при таненні льодовикових вод. У той час її розміри перевершували величину нинішнього озера.

## Історія
В одному з рідкісних говорів жителів узбережжя Галицького озера збереглася ймовірна стара назва водойми — «Нерон».

## Озеро в XXI столітті
Озеро багате на рибу, проте в останні роки спостерігається тенденція до його обміління. Через мілководність 70 % площі водойми поросло заростями і замулено, що може поставити під загрозу екосистему озера.

### Навколишня природа
Навколо знаходиться Державний природний заказник «Галицький», що включає в себе заболочені приозерні ділянки. У ньому збереглася реліктова чорна вільха, там зустрічається понад 180 видів птахів, 37 видів ссавців і 9 видів амфібій і рептилій.